# Хучни
Хучни (таб. Хючна) — село на юге Республики Дагестан. Административный центр Табасаранского района и сельского поселения «Сельсовет Хучнинский».

## Этимология
Происхождения названия села произошло от табасаранского слова «хюч», которое можно перевести как «охота».

## География
Село расположено на левом берегу реки Рубас, у впадения в неё правого притока — Арадир. Находится в 50 км к юго-западу от города Дербент и в 140 км к югу от Махачкалы.

## История
До середины XVII века Хучни было резиденцией Табасаранского майсума, а затем — кадия Табасарана.
В 1934 году селение избрано центром Табасаранского района.
Хучни часто выступал в роли «ворот» из Нижнего в Верхний Табасаран, из внутреннего Табасарана в Дербент.

## Население
| 1895  | 1926  | 1939  | 1959  | 1970  | 1979  | 1989  |
| ----- | ----- | ----- | ----- | ----- | ----- | ----- |
| 515   | ↘384  | ↗786  | ↗1523 | ↗1804 | ↗2570 | ↗3991 |
| 2002  | 2010  | 2021  |       |       |       |       |
| ↘3397 | ↘3232 | ↗3795 |       |       |       |       |

Национальный состав
По данным Всесоюзной переписи населения 1926 года все жители табасараны.
По данным Всероссийской переписи населения 2010 года табасараны (85 %), азербайджанцы (13 %), другие (2 %).

## Инфраструктура
Образование и дошкольное воспитание
- СОШ № 1
- СОШ № 2
- Центр образования «Юлдаш».
- Детско-юношеская спортивная школа Имени Гамида Гамидова[17]
- ДЮСШ № 1.
- Специализированная детско-юношеская спортивная школа № 3 по волейболу.

Здравоохранение
- Табасаранская центральная районная больница.[18][19]
- Аптека.

Культура
- Центр традиционной культуры народов России.[20]
- Историко-краеведческий музей.[21][22]
- Библиотека.

Экономика
- Предприятие «Виноградарь1».
- Предприятие «Стройсервис».
- Предприятие «Радуга».
- Предприятие «Сервис».
- ТД «Еврострой».
- КФХ «Урожай».

Спорт
- Стадион на 1500 мест[23].
- Спортивный комплекс им. Мирзы Калухского.[23]

## Достопримечательности
- В районе села находится древняя крепость семи братьев и одной сестры ( Объект культурного наследия народов РФ федерального значения. Рег. № 051410352440006 (ЕГРОКН)).
- У северо-западной окраины села расположен Ханагский водопад, популярный у туристов в летнее время.